# برده‌قل
برده قل، روستایی از توابع بخش مرکزی در شهرستان پیرانشهر واقع در استان آذربایجان غربی در ایران است.

## جمعیت
این روستا در دهستان لاهیجان قرار داشته و بر اساس سرشماری سال ۱۳۸۵ جمعیت آن ۲۴۴ نفر (۲۹ خانوار)
بوده‌است.